# Château de s'Gravenwezel
Le château de s'Gravenwezel est une demeure en partie médiévale, située sur la commune actuelle de Schilde, dans la Province d'Anvers, en Belgique.

## Histoire

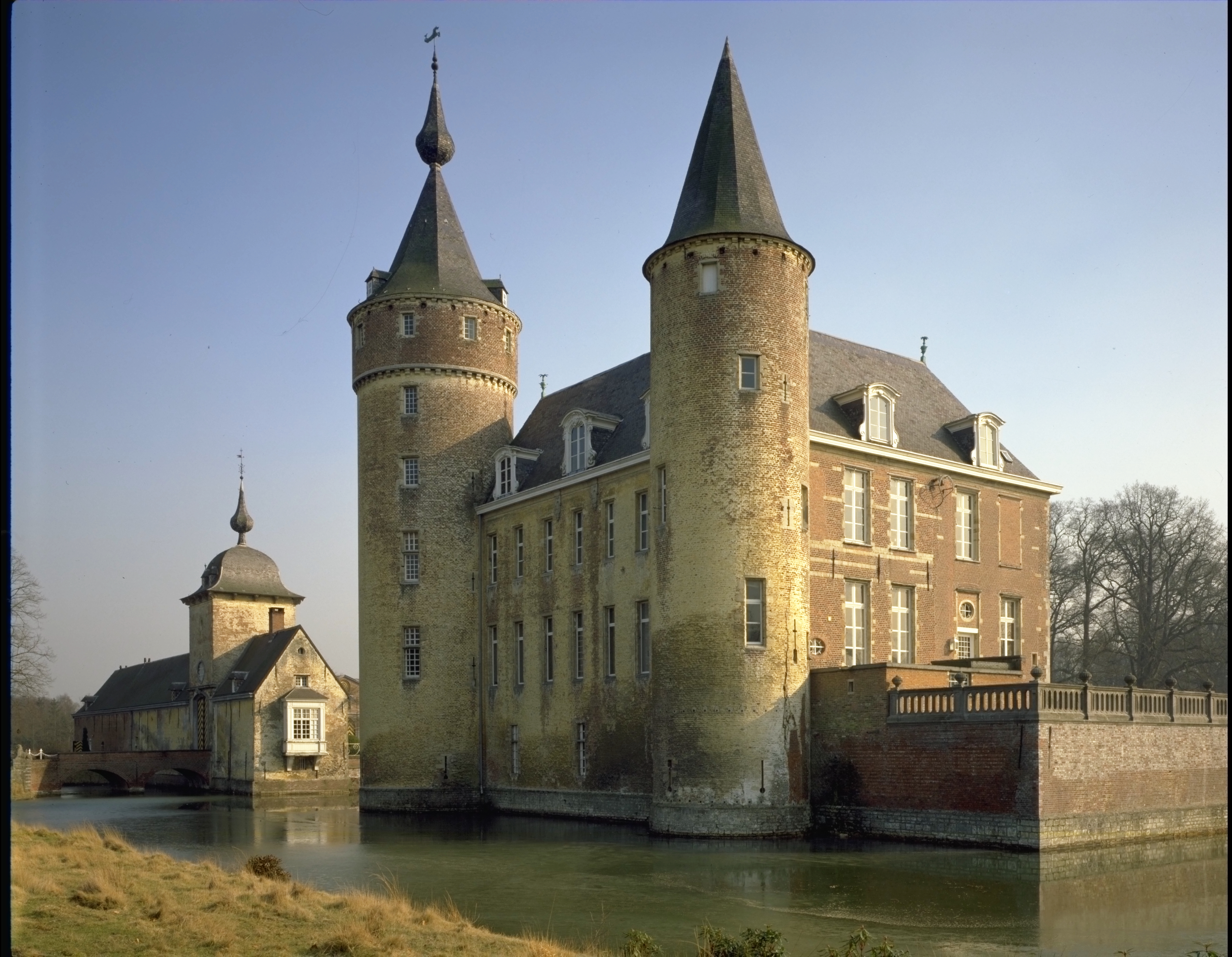
Château de s Gravenwezel

Le château de s'Gravenwezel possède une double enceinte et date du 13ème siècle. C'était la résidence des comtes de Woutere.                                                                  
Cela a donné le nom communal d'origine Wesel ou Wesele, l'ajout (de)'s Graven . 
Au XIVe siècle, deux imposantes tours rondes d'angle furent ajoutées, dont une a été conservée. 
Les façades est et nord sont de style gothique . La guérite a été ajoutée à l' époque baroque . 
Au XVIIIe siècle, le corps de logis est entièrement reconstruit par Jean-Alexandre van Susteren, passant d'un "château d'eau" à un château-résidence moderne pour l'époque, sous la direction de l'architecte Jean Peter van Baurscheidt . 
Après la mort de Jean Alexandre van Susteren, s'Gravenwezel passe à la famille de Roose de Baisy.
En 1819, le mariage entre Marie Caroline de Roose de Baisy (1797-1850), fille de Charles de Roose de Baisy, avec Philippe Gillès (1796-1874) fait entrer le château dans la famille Gillès de Pélichy et de Gillès, qui le conserve jusqu'en 1984.
Le château est situé au milieu d'un parc de 21 hectares.
Depuis 1984, l'antiquaire Axel Vervoordt est l'actuel propriétaire. Le château n'est pas accessible au public. 

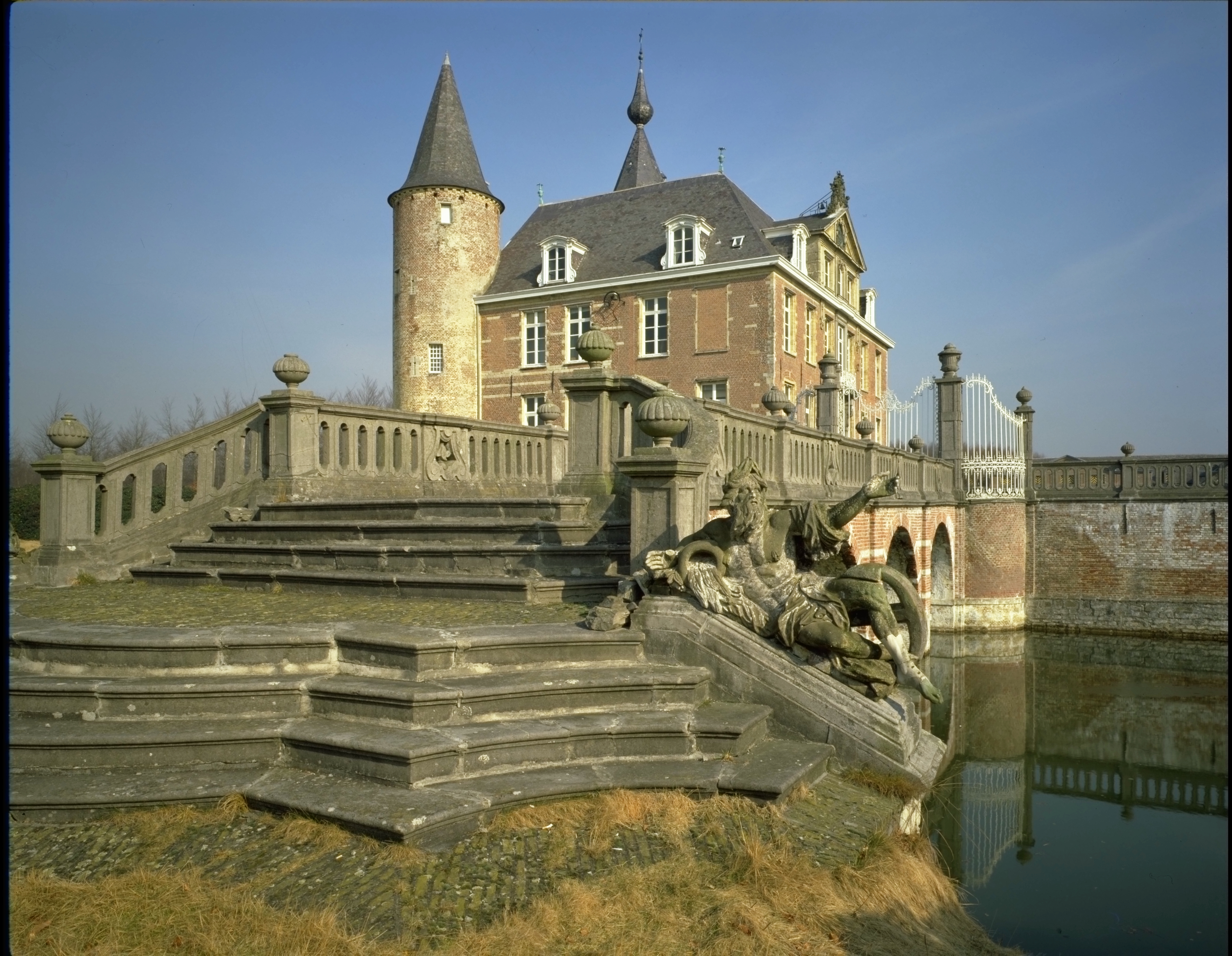
Château de s Gravenwezel

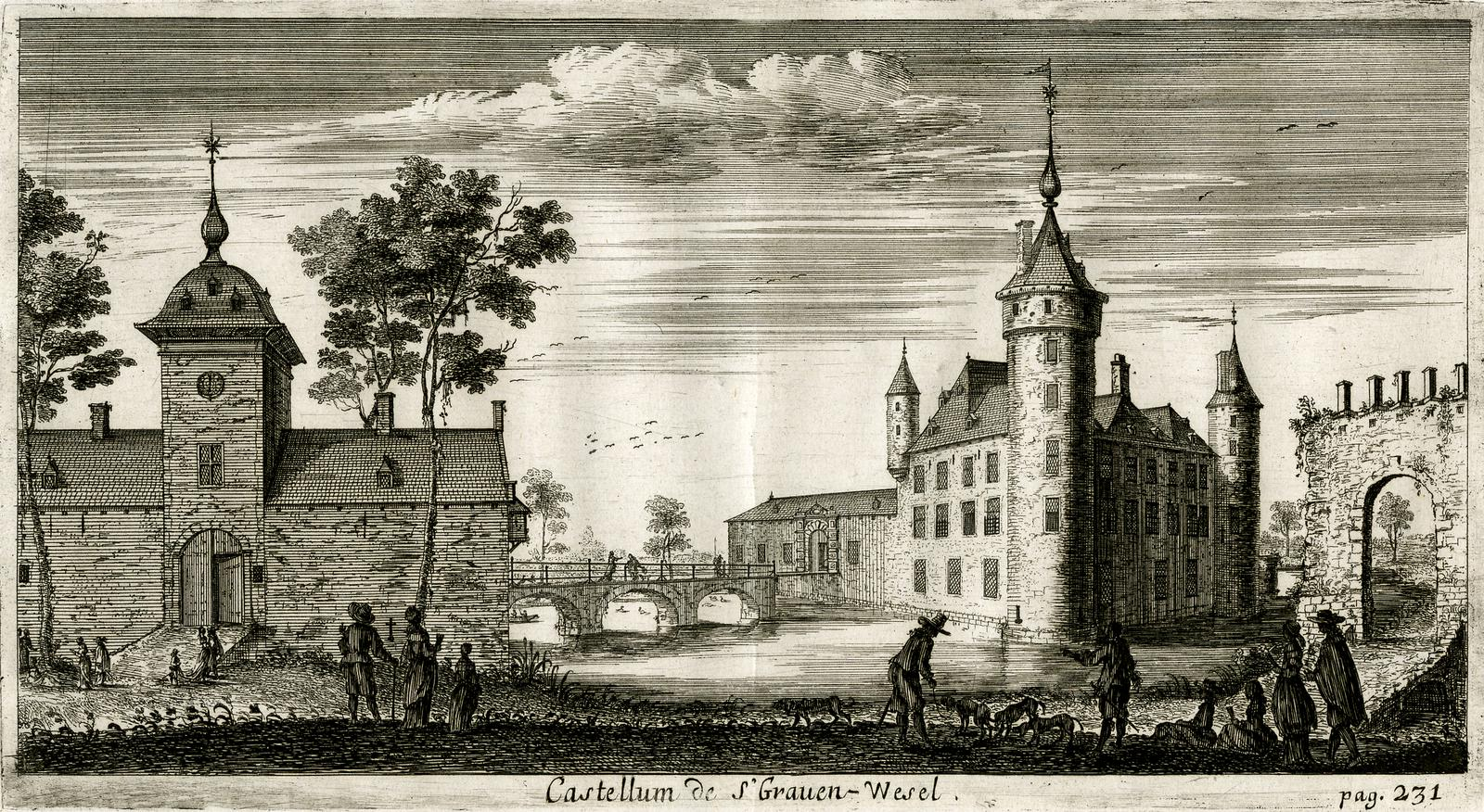
Château de s Gravenwezel - Gravure ancienne.

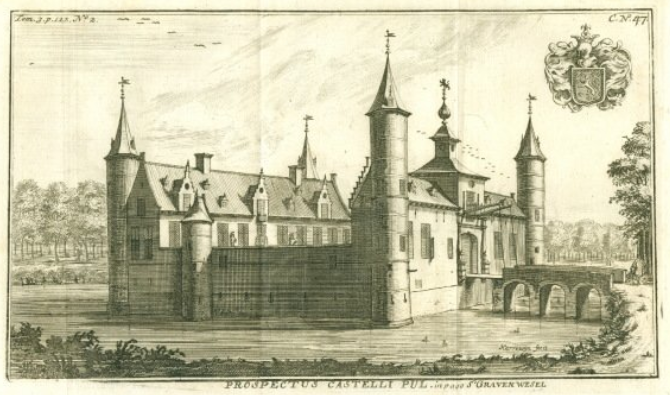
Château de s Gravenwezel - Gravure ancienne